# UFC on ESPN: Munhoz vs. Edgar
UFC on ESPN: Munhoz vs. Edgar（ユーエフシー・オン・イーエスピーエヌ・ムニョス・バーサス・エドガー、別名UFC on ESPN 15）は、アメリカ合衆国の総合格闘技団体「UFC」の大会の一つ。2020年8月22日、ネバダ州ラスベガスのUFC APEXで開催された。

## 大会概要
本大会ではペドロ・ムニョスとフランク・エドガーのバンタム級戦が組まれた。

## 試合結果

### プレリミナリーカード
第1試合 140ポンド契約 5分3R
○  トレヴィン・ジョーンズ vs.  ティムール・バリエフ ×
2R 1:59 TKO（右フック→パウンド）
第2試合 ウェルター級 5分3R
○  マシュー・セメルスバーガー vs.  カールトン・マイナス ×
3R終了 判定3-0（30-26、30-27、29-28）
第3試合 ライトヘビー級 5分3R
○  ジョーダン・ライト vs.  アイク・ビラヌエバ ×
1R 1:31 TKO（ドクターストップ）
第4試合 女子ストロー級 5分3R
○  アマンダ・レモス vs.  魅津希 ×
3R終了 判定3-0（30-27、30-27、30-27）

### メインカード
第5試合 ウェルター級 5分3R
○  ダニエル・ロドリゲス vs.  ドワイト・グラント ×
1R 2:24 KO（左フック→パウンド）
第6試合 女子フライ級 5分3R
○  シャナ・ドブソン vs.  マリヤ・アガポバ ×
2R 1:38 TKO（パウンド）
第7試合 ライト級 5分3R
○  ジョー・ソレッキ vs.  オースティン・ハバード ×
1R 3:51 リアネイキドチョーク
第8試合 ライトヘビー級 5分3R
○  マイク・ロドリゲス vs.  マルチン・プラフニオ ×
2R 2:17 KO（左肘打ち→パウンド）
第9試合 バンタム級 5分5R
○  フランク・エドガー vs.  ペドロ・ムニョス ×
5R終了 判定2-1（48-47、46-49、48-47）

### 各賞
ファイト・オブ・ザ・ナイト：ペドロ・ムニョス vs. フランク・エドガー
パフォーマンス・オブ・ザ・ナイト：トレヴィン・ジョーンズ、シャナ・ドブソン
各選手にはボーナスとして5万ドルが授与された。

### カード変更
負傷などによるカードの変更は以下の通り。